# MX Linux
 (octobre 2018).
MX Linux est une distribution Linux gratuite de poids moyen, basée sur Debian stable et utilisant le noyau de antiX, avec des logiciels supplémentaires créés et/ou packagés par la communauté MX. 
Elle est développée comme une entreprise coopérative entre le développeur d'antiX et l'ancienne communauté MEPIS, dans le but d'associer les meilleurs outils et talents de chacune de ces distributions.
L'objectif déclaré de la communauté est de « combiner un bureau élégant et efficace avec une configuration simple, une stabilité élevée, des performances solides et un encombrement moyen ».
MX Linux utilise Xfce comme environnement de bureau principal.

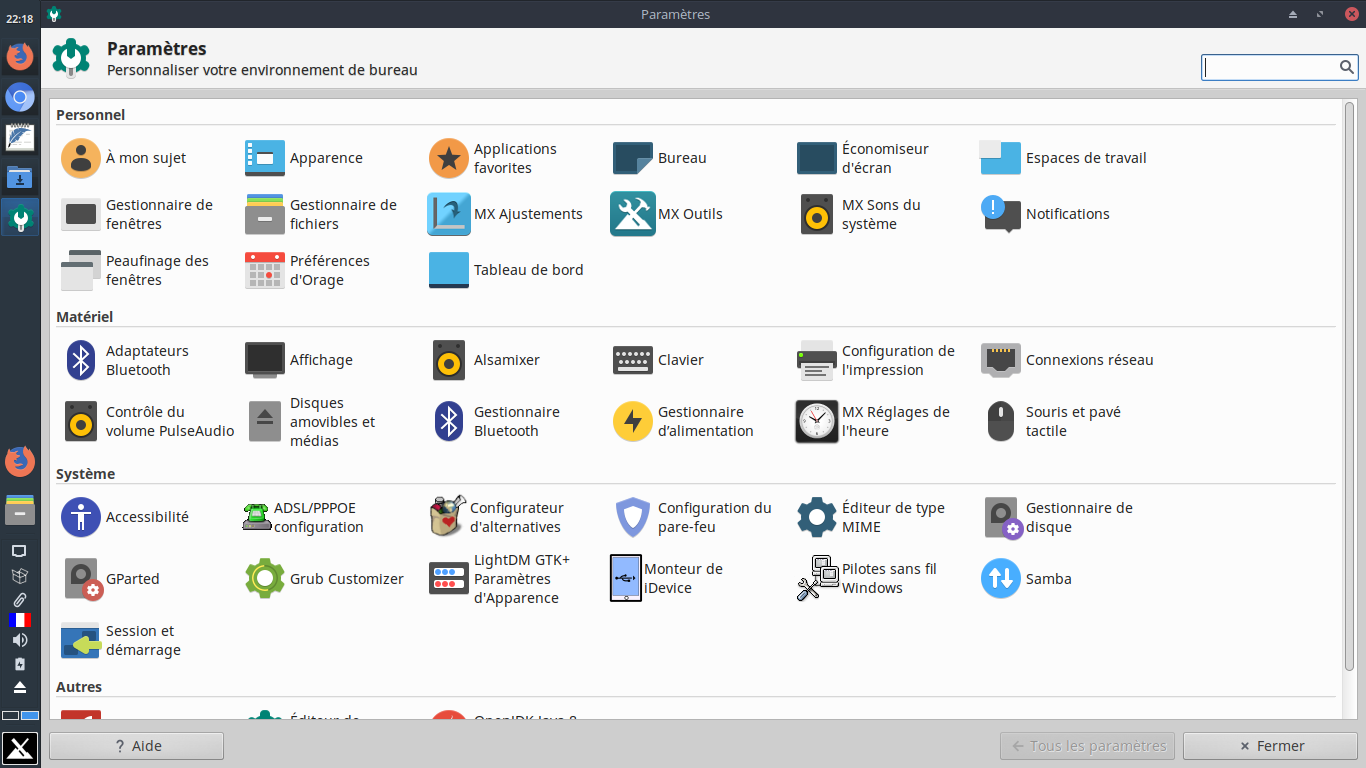
Paramètres